# Herbert al II-lea de Vermandois
Herbert al II-lea sau Heribert (d. 23 februarie 943) a fost conte de Meaux și de Vermandois. El a fost primul care a exercitat puterea asupra teritoriului care a devenit provincia Champagne.

## Viața
Herbert a fost fiul contelui Herbert I de Vermandois cu Bertha de Morvois. Se pare că el a fost conștient de descendența sa din Carol cel Mare. Herbert a moștenit stăpânirea tatălui său, iar în 907 a adăugat acesteia abația de St. Medard din Soissons. El a luat poziția de abate laic, care i-a acordat drepturile asupra veniturilor acelor moșii. Căsătoria sa cu Adela, fiică a regelui Robert I al Franței i-a adus posesiunea asupra comitatului de Meaux.
În 922, atunci când Seulf a devenit arhiepiscop de Rheims, într-un efort de a domoli expansiunea lui Herbert acesta i-a promis posibilitatea de a-l numi ca succesor al său. În 923 contele Herbert a luat îndrăzneața măsură de a-l reține ca prizonier pe regele Carol al III-lea al Franței, care a murit în captivitate în 929. Apoi, la moartea lui Seulf din 925, cu ajutorul regelui Rudolf al Burgundiei, el a asigurat celui de-al doilea fiu al său, Hugo (în vârstă de 5 ani), arhiepiscopatul de Rheims. Herbert a făcut pasul următor, trimițând soli la Roma, la papa Ioan al X-lea pentru a obține de la acesta aprobarea, pe care suveranul pontif i-a acordat-o în 926. Cu ocazia alegerii sale, tânărul Hugo a fost trimis la Auxerre, pentru studii.
În 926, la moartea contelui Roger I de Laon, Herbert a solicitat comitatul de Laon pentru Odo, fiul său mai vârstnic. El a preluat orașul prin sfidarea regelui Raoul, fapt ce a generat un conflict între cei doi în 927. Folosindu-se de amenințarea eliberării lui Carol al III-lea, pe care îl deținea captiv, Herbert a reușit să păstreze orașul vreme de încă 4 ani. După moartea lui Carol din 929, Raoul a întreprins un nou atac asupra Laon în 931, apărat cu succes de Herbert. În același an, regele a pătruns în Rheims și l-a înfrânt pe arhiepiscopul Hugo, fiul lui Herbert. Ca urmare, Artaud a devenit noul arhiepiscop de Reims. În continuare, pe parcursul a trei ani, Herbert al II-lea a pierdut Vitry, Laon, Château-Thierry și Soissons. Intervenția aliatului său, Henric I „Păsărarul”, regele romano-german, i-a permis să își recupereze stăpânirile (exceptând Rheims și Laon) în schimbul supunerii sale față de regele Raoul.
Ulterior, Herbert s-a aliat cu Hugo cel Mare și cu ducele Guillaume „Spadă Lungă” de Normandia împotriva regelui Ludovic al IV-lea, care i-a conferit comitatul de Laon lui Roger al II-lea, fiul fostului conte Roger I, în 941. Herbert și Hugo cel Mare au recuperat Rheims și l-au capturat pe arhiepiscopul Artaud. Hugo, fiu lui Herbert, a fost repus în funcția de arhiepiscop. Încă o dată, medierea din partea regelui romano-german, de această dată Otto I „cel Mare” din Visé, din apropiere de Liège, din 942 a condus la normalizarea situației.

## Moartea și succesorii
Herbert al II-lea a murit în 23 februarie 943 la Saint-Quentin (capitala Comitatului de Vermandois). Vastele sale moșii și teritorii au fost divizate între fiii săi. Vermandois și Amiens au revenit fiilor mai mari, în vreme ce celor mai tineri, Robert și Herbert cel Bătrân li s-au acordat valoroase domenii răspândite de-a lungul întregii regiuni Champagne. La moartea lui Robert, fiul fratelui său, Herbert al III-lea a preluat toate posesiunile. Singurul fiu al lui Herbert al III-lea, Ștefan I de Troyes a murit fără a avea copii în 1119–1120, ceea ce a însemnat extincția liniei masculine a familiei lui Herbert al II-lea.

## Familia
Herbert a fost căsătorit cu Adela, fiica regelui Robert I al Franței. Din căsătoria lor au rezultat următorii copii:
- Odo, conte de Amiens și de Vienne (n.c. 910–946);[1]
- Adalbert (Albert) (n.c. 915–987), conte de Vermandois, căsătorit cu Gerberga de Lorena;[1]
- Adela (n. 910–d. 960), căsătorită în 934 cu contele Arnulf I de Flandra;[1]
- Herbert (n.c. 910–d. 980), conte de Meaux și abate de St. Medard, în Soissons, căsătorit în 951 cu Eadgifu de Wessex, fiica regelui Eduard cel Bătrân al Angliei și văduvă a regelui Carol al III-lea al Franței;[1][13]
- Robert, conte de Meaux și Châlons (d. 967);[1]
- Luitgarda (n.c. 915-920–d. 978), căsătorită în 940 cu ducele Guillaume I de Normandia;[1] căsătorită a doua oară, în c. 943–944 cu contele Theobald I de Blois;[14] fiul lor a fost Odo I de Blois;[11]
- Hugo (n. 920–d. 962), arhiepiscop de Reims;[1]
- Guy I, conte de Soissons (d. 986).